# Campeonato Paulista 1965
In 1965 werd het 64ste Campeonato Paulista gespeeld voor clubs uit de Braziliaanse staat São Paulo. De competitie werd georganiseerd door de FPF en werd gespeeld van 4 juli tot 16 december. Santos werd kampioen.
Pelé werd voor de negende keer op rij topschutter.

## Eindstand
| Plaats | Club                | Wed. | W  | G | V  | Saldo | Ptn. |
| ------ | ------------------- | ---- | -- | - | -- | ----- | ---- |
| 1.     | Santos              | 30   | 25 | 3 | 2  | 93:28 | 53   |
| 2.     | Palmeiras           | 30   | 22 | 5 | 3  | 55:25 | 49   |
| 3.     | Corinthians         | 30   | 21 | 3 | 6  | 74:36 | 45   |
| 4.     | Portuguesa          | 30   | 13 | 9 | 8  | 43:34 | 35   |
| 5.     | São Paulo           | 30   | 13 | 7 | 10 | 52:32 | 33   |
| 6.     | São Bento           | 30   | 12 | 7 | 11 | 46:50 | 31   |
| 7.     | Guarani             | 30   | 13 | 4 | 13 | 45:47 | 30   |
| 8.     | Comercial           | 30   | 12 | 4 | 14 | 50:53 | 28   |
| 9.     | Prudentina          | 30   | 10 | 7 | 13 | 45:47 | 27   |
| 10.    | América             | 30   | 10 | 6 | 14 | 32:45 | 26   |
| 11.    | Noroeste            | 30   | 9  | 7 | 14 | 35:59 | 25   |
| 12.    | Botafogo            | 30   | 8  | 8 | 14 | 37:48 | 24   |
| 13.    | Juventus            | 30   | 9  | 6 | 15 | 45:61 | 24   |
| 14.    | Portuguesa Santista | 30   | 5  | 9 | 16 | 20:48 | 19   |
| 15.    | XV de Piracicaba    | 30   | 6  | 6 | 18 | 27:60 | 18   |
| 16.    | Ferroviária         | 30   | 4  | 5 | 21 | 32:58 | 13   |

|  | Kampioen   |
|  | Degradatie |

### Kampioen
| Campeonato Paulista de 1965 |
| São Paulo                   |
| --------------------------- |
| SANTOS Kampioen (9° titel)  |

## Topschutter
| Speler            | Speler | Goals | Club   |
| ----------------- | ------ | ----- | ------ |
| Vlag van Brazilië | Pelé   | 49    | Santos |